# Hôtel de Goulaine de Harrouys

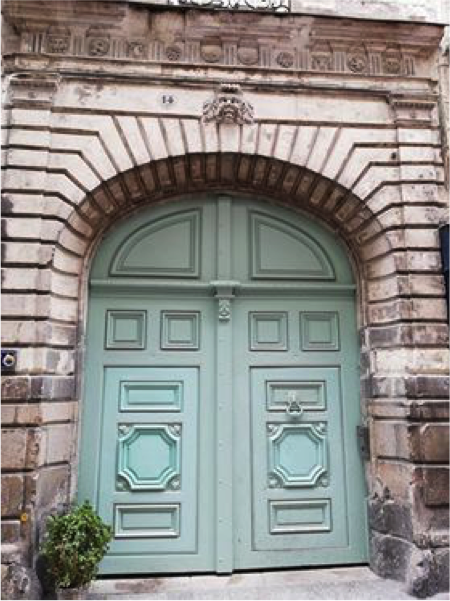
Portail central de l'immeuble.

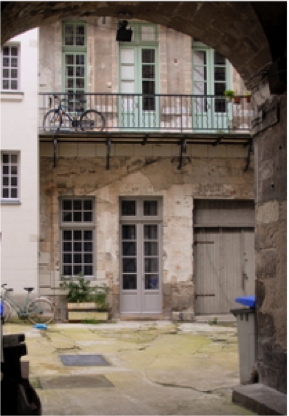
Porche intérieur de l'immeuble.

 (septembre 2020).
 (septembre 2020).
- Si vous ne connaissez pas le sujet, laissez ce bandeau (vous pouvez alors contacter les auteurs).
- Si vous supprimez le contenu mis en cause (vous pouvez préalablement contacter les auteurs),

argumentez précisément cette suppression dans la page de discussion
(un manque de référence n'est pas un argument ; une recherche réelle de référence doit avoir été effectuée, être formellement documentée).
L'hôtel Paulus du Fonteny, dit hôtel de Goulaine ou hôtel Harrouys  est situé au n°14, rue du château, dans le centre-ville de Nantes en France. 
C'est un ensemble architectural remarquable par sa taille et son état de conservation. C'est l'hôtel particulier du XVIIe siècle le plus grand, le plus complet et le mieux conservé de Nantes.

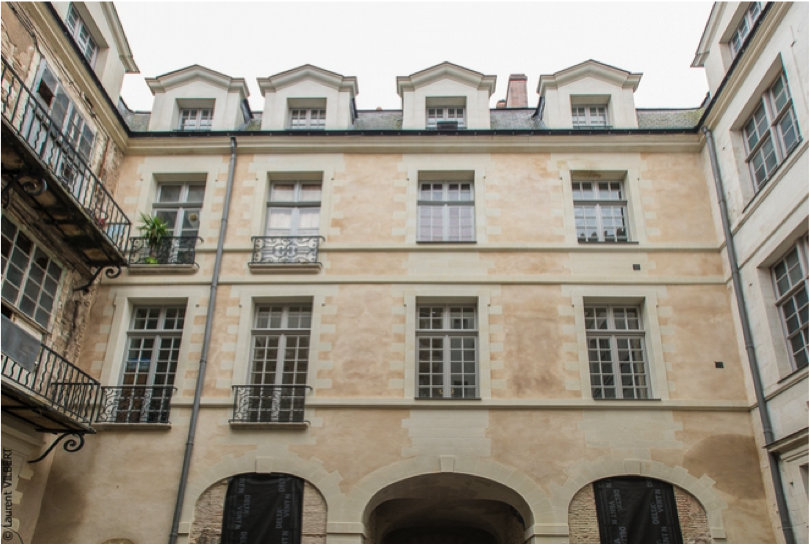
Cour intérieure de l'immeuble.

Sa façade s'étend sur une grande partie de la rue : l'édifice et son portail imposant sont caractéristiques de cette période.
L'immeuble est inscrit au titre des monuments historiques, par arrêté du 3 mai 1991.

## Historique

### Contexte
La  rue du château, autrefois rue Basse du Château, est une voie très ancienne de la ville close de Nantes qui mène du château des ducs de Bretagne à la place du Pilori. Elle accueillait des représentants de l'administration des États de Bretagne, du Parlement ou de la Chambre des Comptes.
La population nantaise, de 40 000 habitants à la fin du XVIIe siècle, a doublé un siècle plus tard. Le quartier du Bouffay est enserré entre des murailles épaisses, le terrain est rare à cause des nombreuses implantations religieuses ; il est cher, morcelé et présente un parcellaire en lanières.
La rue du Château semble faire exception avec des emprises de grandes dimensions.

### Dénominations
L’appellation de l'édifice pose question puisqu'il est désigné sous divers vocables : « Hôtel Harouys » (dans son arrêté d'inscription à l'Inventaire supplémentaire des monuments historiques - 1991), « Hôtel Paulus » (1726), voire « Pollux » (dans certains actes notariés anciens), et « Hôtel de Goulaine » dans la plupart des documents usuels actuels. « Hôtel Paulus » est utilisé jusqu'aux années 1900 dans la plupart des documents administratifs consultés.

### Commanditaire et construction
La signature de Nicolas Paulus, sieur du Fonteny, de l’administration du duché de Bretagne, est mentionnée sur l'un des actes d'acquisition des constructions mitoyennes, nous renseignant ainsi sur le nom du premier propriétaire de l’immeuble.
Dès 1670, Nicolas Paulus (qui habite déjà rue du Château), s'engage dans un projet de construction ambitieux. Des emprises foncières sont acquises par l'achat de maisons préexistantes. Un indice sur la date de construction : sur la façade principale, gravée dans l'enduit de la lucarne centrale, figure « 1684 ».
Les intervenants de la construction sont bien établis : un maître d'ouvrage, Nicolas Paulus ; et deux maîtres d'oeuvre, Étienne Bedoy (... - 1719) et Mathurin Grolleau (1639 - 1707).

## Description architecturale
Le n°14, rue du château est un immeuble avec une composition soignée et très ordonnancée en granit et en tuffeau.
Composé d'un corps de logis principal sur rue, il se développe avec deux ailes en retour sur cour où sont localisés deux beaux escaliers d'accès aux étages. Cette cour assure l’accès aux logements, ainsi qu'aux diverses dépendances (écuries, remises à voitures, caves voutées) et dispose d'un puits.
La façade sur rue en granit et tuffeau est constituée de huit travées.  
Elle accueille un portail central, encadré par des pilastres de type dorique entièrement traités en bossages rustiques. Le porche est vouté d'arêtes et est surmonté d'un mascaron sculpté en forme de tête de personnage grimaçant. Son entablement comprend une frise à l'antique ornée de motifs dorique divers : bucranes, fleurons, têtes de lion. Les deux chapiteaux le soutenant sont ornés de fleurons.
La porte cochère en bois à deux vantaux est d'origine, tout comme le heurtoir à tête de lion qui orne le portillon.

### Transformations successives
Des modifications sont apportées à l'immeuble au cours du XVIIIe siècle : agrandissement des baies, suppression de certaines allèges, modifications des croisées, pose de nouvelles ferronneries, modifications de l'aménagement intérieur des appartements.
La partie sur cour fait l'objet d'interventions sur le bâtiment situé en fond de parcelle et accueillant uniquement les écuries en rez-de-chaussée. La toiture est déposée et rehaussée de deux niveaux plus combles, avec création de deux niveaux de coursives pour desservir les nouveaux logements à partir de la cage d'escalier Est. Une petite tourelle est construite en adossement sur cette nouvelle façade jusqu'au niveau des combles et est équipée de latrines communes à tous les occupants d'un même étage.
Aux XIXe et XXe siècles : aménagement intérieur des logements avec une division en entités plus petites. Des interventions sont aussi effectuées dans la cour et sur la façade principale.
Malgré tout cela, l'état d'origine peut encore être lu aisément, principalement sur les façades. Les menuiseries des portes d'entrée, du portail principal ainsi que des portes d'accès aux escaliers de la cour, sont conservées.

## Hôtel particulier de rapport
Le n°14, rue du château initie (à la différence des autres hôtels particuliers : Hôtel Rosmadec, de Briord, Hôtel de Villeneuve...), un programme comprenant 2 logements de grande qualité, desservis chacun par un escalier dans les ailes sur cour. Cela devient la règle dans tous les projets d'envergure à l'architecture classique qui vont lotir plus tard les quartiers Feydeau et Graslin.

## Restauration
Après une première tranche réalisée en 2002, une seconde phase de travaux de restauration s'achève en 2019 (réseaux, façades sur cour, porche d'entrée et cour intérieure).
La tranche suivante concerne la remise à neuf des toitures et le ravalement des façades de la cour intérieure.
Reste la réhabilitation de l'ensemble de la façade sur rue.